# Ullsfjorden
Ullsfjorden (en sami septentrional: Moskavuotna) es un fiordo de los municipios de Tromsø, Karlsøy y Lyngen en la provincia de Troms, Noruega. Tiene una longitud de 75km y fluye desde Sjøvassbotn hacia el norte por la península de Lyngen (cerca de los alpes de Lyngen). El fiordo Kjosen se dirige hacia el este y el estrecho Grøtsundet hacia el oeste (desembocando en el estrecho Tromsøysundet). Las islas de Reinøya y Karlsøya se extienden a lo largo del lado oeste del fiordo. El sector sur del Ullsfjorden es también conocido como Sørfjorden. El área circundante del Ullsfjorden fue parte del extinto municipio de Ullsfjord por 60 años.